# Axalto
Axalto est une entreprise néerlandaise fabriquant des cartes à puce. Créée en 2004, lors de l'introduction en bourse de la division Smart Cards & Terminals de Schlumberger, Axalto était un des plus grands fournisseurs au monde de puces pour les cartes SIM. Elle fournissait également des terminaux de paiement électronique (TPE). Son existence fut de courte durée, puisqu'elle fusionna avec Gemplus international en juin 2006, pour former Gemalto.